# Chan Sin Yuk
Chan Sin Yuk (en chinois : 陈善玉), née le 4 juillet 2002 à  Kowloon, est une joueuse professionnelle de squash représentant Hong Kong. Elle atteint en novembre 2022 la 33e place mondiale sur le circuit international, son meilleur classement. Elle est championne d'Asie en 2023.

## Biographie
Elle est initiée au squash par son frère aîné et à seulement 14 ans, elle atteint la finale du tournoi de qualification pour l'Open de Macao 2016. En 2021, elle remporte successivement trois titres sur le circuit challenger. Son dernier titre à l'Open d'Hamilton aux États-Unis, est prometteur car non classée, elle bat la tête de série no 2, la Lettone Ineta Mackeviča en demi-finale et la tête de série no 1, la Finlandaise Emilia Soini en finale pour remporter son premier titre senior en dehors de Hong Kong. Elle étudie ensuite à l'université Columbia. Elle intègre le top 50 en avril 2022.
Elle est championne d'Asie en 2023 face à Sivasangari Subramaniam.

## Palmarès

### Titres
- Championnats d'Asie : 2023
- Championnats d'Asie par équipes : 2022